# 普朗肯虫霉
普朗肯虫霉（学名：Entomophthora planchoniana）是属于虫霉目虫霉科虫霉属的一种真菌，寄生在蚜虫上。该种分布于中国、以色列、澳大利亚、美国、加拿大、智利、芬兰、荷兰、瑞典、瑞士、英国、波兰、丹麦、法国等地。